# Rio Quinze de Novembro
O rio Quinze de Novembro é um curso de água do estado de Santa Catarina, no Brasil. Banha o municípios de Videira. Em portaria de 16 de janeiro de 2018, foi regulada a quantidade de energia esperada pela usina de CGH Estreito que está em construção no rio.